# Carol Huynh
Carol Huynh (16 novembre 1980) è una lottatrice canadese.
È di origine cinese.
Ha vinto due medaglie olimpiche nella lotta libera. In particolare ha vinto una medaglia d'oro nella categoria 48 kg femminile alle Olimpiadi di Pechino 2008 e una medaglia di bronzo alle Olimpiadi di Londra 2012, anche in questo caso nella categoria 48 kg femminile.
Nelle sue partecipazioni ai campionati mondiali di lotta ha conquistato una medaglia d'argento (2001) e tre medaglie di bronzo (2000, 2005 e 2010) in diverse categorie.
Ha vinto la medaglia d'oro ai giochi del Commonwealth nel 2010 nella categoria 48 kg ed ha vinto anche due volte ai giochi panamericani nel 2007 e nel 2011, in entrambi i casi nella categoria 48 kg.